# اليوم بعد الغد (فلم)
اليوم بعد غد (بالإنجليزية: The Day After Tomorrow) هو فيلم تم إنتاجه في الولايات المتحدة وكندا وصدر يوم 24 مايو 2004. الفيلم من إخراج رولان إيميريش ومارك جوردن وكتابة رولان إيميريش وجيفري ناشمانوف.

## طاقم التمثيل
- دينيس كويد
- جيك جيلنهال
- إيان هولم
- إيمي روسوم
- سيلا وورد

## القصة
تدور أحداث الفليم حول نهاية العالم كما نعرفه وبداية عصر جليدي يهدد البشرية. يتعيّن على جاك هال، وهو عالم مُتخصص في المناخ القديم، القيام برحلة جريئة من العاصمة واشنطن إلى مدينة نيويورك للوصول إلى ابنه المحاصر وسط عاصفة مفاجئة تُغرق الكوكب في عصر جليدي جديد.

## الممثلون والشخصيات
- دينيس كويد (بدور: بروفيسير جاك هال)
- جيك جيلنهال (بدور: سام هال)
- إيان هولم (بدور: بروفيسير تيري رابسون)
- إيمي روسوم (بدور: لورا تشابمان)
- سيلا وورد (بدور: الدكتورة لوسي هال)
- كريستوفر بريتون (بدور: فورستين)
- إجاي سميث (بدور: براين باركس)
- داش ميهوك (بدور: جيسون إيفانز)
- جاي اولكيوت ساندرز (بدور: فرانك هاريس)

## الميزانية والإيرادات
بلغت تكلفة إنتاج الفيلم حوالي 125 مليون دولار بينما حقق أرباحا تقدر بـ 544,272,402 دولار.

## روابط خارجية
- مقالات تستعمل روابط فنية بلا صلة مع ويكي بيانات